# 福山レールエクスプレス
福山レールエクスプレスは、日本貨物鉄道が運航するブロックトレインの愛称。

脚注